# Bryanne Stewart
Pour les articles homonymes, voir Stewart.
Bryanne Stewart (née le 9 décembre 1979 à Sydney) est une joueuse de tennis australienne, professionnelle depuis 1998.
En 2000, bénéficiant d'une wild card, elle a joué le 3e tour à l'Open d'Australie (battue par Arantxa Sánchez Vicario), sa meilleure performance en simple dans une épreuve du Grand Chelem.
Elle a remporté trois tournois WTA en double pendant sa carrière, outre onze titres dans cette même spécialité sur le circuit ITF.

## Palmarès

### Titres en double dames
| No | Date       | Nom et lieu du tournoi                    | Catégorie | Dotation  | Surface      | Partenaire      | Finalistes                       | Score            |          |
| -- | ---------- | ----------------------------------------- | --------- | --------- | ------------ | --------------- | -------------------------------- | ---------------- | -------- |
| 1  | 10/01/2005 | Medibank International Sydney             | Tier II   | 585 000 $ | Dur (ext.)   | Samantha Stosur | Elena Dementieva Ai Sugiyama     | Forfait          | Parcours |
| 2  | 04/04/2005 | Bausch & Lomb Championships Amelia Island | Tier II   | 585 000 $ | Terre (ext.) | Samantha Stosur | Květa Peschke Patty Schnyder     | 6-4, 6-2         | Parcours |
| 3  | 19/02/2007 | M. Keegan & Cellular South Cup Memphis    | Tier III  | 175 000 $ | Dur (int.)   | Nicole Pratt    | Jarmila Gajdošová Akiko Morigami | 7-5, 4-6, [10-5] | Parcours |

### Finale en double dames
| No | Date       | Nom et lieu du tournoi  | Catégorie | Dotation  | Surface    | Vainqueures                | Partenaire    | Score    |          |
| -- | ---------- | ----------------------- | --------- | --------- | ---------- | -------------------------- | ------------- | -------- | -------- |
| 1  | 17/02/2003 | Kroger St. Jude Memphis | Tier III  | 170 000 $ | Dur (int.) | Akiko Morigami Saori Obata | Alina Jidkova | 6-1, 6-1 | Parcours |

## Parcours en Grand Chelem

### En simple dames
| Année | Open d'Australie | Open d'Australie    | Internationaux de France | Internationaux de France | Wimbledon | Wimbledon | US Open | US Open |
| ----- | ---------------- | ------------------- | ------------------------ | ------------------------ | --------- | --------- | ------- | ------- |
| 1997  | 1er tour (1/64)  | Inés Gorrochategui  | -                        | -                        | -         | -         | -       | -       |
| 2000  | 3e tour (1/16)   | Arantxa Sánchez     | -                        | -                        | -         | -         | -       | -       |
| 2001  | 1er tour (1/64)  | Dája Bedáňová       | -                        | -                        | -         | -         | -       | -       |
| 2002  | 2e tour (1/32)   | Meghann Shaughnessy | -                        | -                        | -         | -         | -       | -       |

À droite du résultat, l’ultime adversaire.

### En double dames
| Année | Open d'Australie             | Open d'Australie           | Internationaux de France      | Internationaux de France | Wimbledon                    | Wimbledon                 | US Open                       | US Open                    |
| ----- | ---------------------------- | -------------------------- | ----------------------------- | ------------------------ | ---------------------------- | ------------------------- | ----------------------------- | -------------------------- |
| 1998  | 1er tour (1/32) Alicia Molik | Yayuk Basuki Caroline Vis  | -                             | -                        | -                            | -                         | -                             | -                          |
| 1999  | 2e tour (1/16) A. Grahame    | Lisa Raymond Rennae Stubbs | 1er tour (1/32) L. Pleming    | C. Barclay K. Guse       | 1er tour (1/32) Pavlina Nola | Amy Frazier K. Schlukebir | -                             | -                          |
| 2000  | 3e tour (1/8) T. Musgrave    | M. Hingis Mary Pierce      | 1er tour (1/32) T. Musgrave   | C. Cristea R. Dragomir   | 1er tour (1/32) T. Musgrave  | C. Martínez P. Tarabini   | 1er tour (1/32) T. Musgrave   | L. Batcheva C. Torrens     |
| 2001  | 1er tour (1/32) T. Musgrave  | L. Davenport C. Morariu    | -                             | -                        | -                            | -                         | 1er tour (1/32) Vanessa Henke | C. Dhenin Mariana Díaz     |
| 2002  | 1er tour (1/32) S. Stosur    | S. Asagoe Rika Fujiwara    | -                             | -                        | 2e tour (1/16) Alina Jidkova | De Villiers I. Selyutina  | -                             | -                          |
| 2003  | 1er tour (1/32) Dominikovic  | S. Asagoe Nana Miyagi      | -                             | -                        | 1er tour (1/32) C. Wheeler   | Cara Black Likhovtseva    | 2e tour (1/16) Kim Grant      | J. Husárová C. Martínez    |
| 2004  | 2e tour (1/16) S. Stosur     | S. Kuznetsova Likhovtseva  | 3e tour (1/8) S. Stosur       | Navrátilová Lisa Raymond | 2e tour (1/16) S. Stosur     | Navrátilová Lisa Raymond  | 3e tour (1/8) S. Stosur       | Navrátilová Lisa Raymond   |
| 2005  | 2e tour (1/16) S. Stosur     | A. Myskina V. Zvonareva    | 3e tour (1/8) S. Stosur       | C. Morariu P. Schnyder   | 1/2 finale S. Stosur         | Cara Black Liezel Huber   | 1er tour (1/32) Sania Mirza   | Émilie Loit Nicole Pratt   |
| 2006  | 1er tour (1/32) Lisa McShea  | M. Adamczak Horiatopoulos  | 1er tour (1/32) C. Gullickson | Yan Zi Zheng Jie         | 2e tour (1/16) C. Gullickson | Likhovtseva A. Myskina    | 1er tour (1/32) J. Gajdošová  | Dinara Safina K. Srebotnik |
| 2007  | 2e tour (1/16) J. Gajdošová  | M. Camerin Gisela Dulko    | 1er tour (1/32) B. Mattek     | A. Ehritt An. Rodionova  | 2e tour (1/16) B. Mattek     | Cara Black Liezel Huber   | 2e tour (1/16) J. Gajdošová   | B. Mattek Sania Mirza      |
| 2008  | 1er tour (1/32) J. Gajdošová | K. Srebotnik Ai Sugiyama   | -                             | -                        | -                            | -                         | -                             | -                          |
| 2009  | 1er tour (1/32) B. Sheed     | V. Azarenka V. Zvonareva   | -                             | -                        | -                            | -                         | -                             | -                          |

Sous le résultat, la partenaire ; à droite, l’ultime équipe adverse.

### En double mixte
| Année | Open d'Australie             | Open d'Australie           | Internationaux de France   | Internationaux de France  | Wimbledon                     | Wimbledon                     | US Open                   | US Open                  |
| ----- | ---------------------------- | -------------------------- | -------------------------- | ------------------------- | ----------------------------- | ----------------------------- | ------------------------- | ------------------------ |
| 2000  | -                            | -                          | -                          | -                         | 1er tour (1/32) P. Tramacchi  | K. Schlukebir Eric Taino      | -                         | -                        |
| 2001  | 1er tour (1/16) Todd Perry   | Lisa Raymond Leander Paes  | -                          | -                         | -                             | -                             | -                         | -                        |
| 2003  | 1er tour (1/16) Jaymon Crabb | Janet Lee Jared Palmer     | -                          | -                         | 1er tour (1/32) Jaymon Crabb  | T. Musgrave A. Kratzmann      | -                         | -                        |
| 2005  | -                            | -                          | 1er tour (1/16) Todd Perry | D. Hantuchová F. Santoro  | 2e tour (1/16) J. Erlich      | A.-L. Grönefeld Julian Knowle | 1er tour (1/16) J. Erlich | K. Srebotnik N. Zimonjić |
| 2006  | 2e tour (1/8) Jim Thomas     | S. Stosur Paul Hanley      | 1/4 de finale M. Matkowski | Likhovtseva Daniel Nestor | 1er tour (1/32) Jordan Kerr   | Sun Tiantian Simon Aspelin    | -                         | -                        |
| 2007  | 1/4 de finale Nathan Healey  | Liezel Huber Kevin Ullyett | -                          | -                         | 1er tour (1/32) Ashley Fisher | J. Kostanić Jeff Coetzee      | -                         | -                        |

Sous le résultat, le partenaire ; à droite, l’ultime équipe adverse.

## Classements WTA en fin de saison

### En simple
| Année | 1996 | 1997 | 1998 | 1999 | 2000 | 2001 | 2002 | 2003 | 2004 | 2005 |
| Rang  | 500  | 430  | 307  | 284  | 168  | 187  | 174  | 367  | 485  | 908  |

Source : (en) « Classements de Bryanne Stewart », sur le site officiel du WTA Tour

### En double
| Année | 1996 | 1997 | 1998 | 1999 | 2000 | 2001 | 2002 | 2003 | 2004 | 2005 | 2006 | 2007 | 2008 |
| Rang  | 899  | 517  | 167  | 147  | 118  | 155  | 133  | 110  | 54   | 24   | 75   | 59   | 261  |

Source : (en) « Classements de Bryanne Stewart », sur le site officiel du WTA Tour